# Немцовце
Немцовце (словац. Nemcovce) — село и одноимённая община в округе Бардеёв Прешовского края Словакии.

## История
Впервые упоминается в 1427 году.
В селе есть римско-католический костел с 1975 года.

## Население
| Год:                | 1994 | 2004    | 2014    | 2024    |
| ------------------- | ---- | ------- | ------- | ------- |
| Количество человек: | 266  | 261     | 255     | 252     |
| Разница:            |      | −1,87 % | −2,29 % | −1,17 % |

В селе проживает 257 человек.
Национальный состав населения (по данным последней переписи населения 2001 года):
- словаки — 99,60 %
- русины — 0,40 %

Состав населения по принадлежности к религии состоянию на 2001 год:
- римо-католики — 82,94 %,
- протестанты — 16,27 %,
- греко-католики — 0,40 %,
- не считают себя верующими или не принадлежат к одной вышеупомянутой церкви — 0,40 %